# فيرناندو رودريغيز أورتيغا
فيرناندو رودريغيز أورتيغا (بالإسبانية: Fernando Rodríguez Ortega)‏ (مواليد 11 مايو 1987 في بيلاس) هو لاعب كرة قدم محترف إسباني، يلعب في مركز المهاجم في نادي لوسينا. لعب مباراتين في الدوري الإسباني مع نادي إشبيلية.

## وصلات خارجية
- فيرناندو رودريغيز أورتيغا على موقع قاعدة بيانات كرة القدم.إي يو (الإنجليزية)
- فيرناندو رودريغيز أورتيغا على موقع Soccerway.com (الإنجليزية)
- فيرناندو رودريغيز أورتيغا على موقع AS.com (الإسبانية)

- BDFutbol profile
- Futbolme profile (بالإسبانية)